# Sabana arbolada de miombo del Zambeze central
La sabana arbolada de miombo del Zambeze central es una ecorregión de la ecozona afrotropical, definida por WWF, que se extiende de nordeste a suroeste, desde Tanzania y Burundi, a través de la República Democrática del Congo y Malaui, hasta Zambia y Angola.
Forma parte de la región denominada sabana arbolada de miombo central y oriental, incluida en la lista Global 200.

## Descripción
Es una ecorregión de sabana, una de las más extensas de África, con una superficie de 1.184.200 kilómetros cuadrados; ocupa el oeste de Tanzania, el este y sur de Burundi, el sureste de la República Democrática del Congo, el norte de Malawi y de Zambia y el extremo oriental de Angola.
Limita al norte con el mosaico de selva y sabana de la cuenca del lago Victoria y el lago Victoria, al noreste con la sabana arbustiva de Tanzania y la selva montana de África oriental, al oeste con la selva montana de la falla Albertina, el mosaico de selva y sabana del Congo meridional y la sabana arbolada de miombo de Angola, al suroeste con la pradera del Zambeze occidental y la selva seca del Zambeze, al suroeste con la sabana arbolada de teca del Zambeze, al sur con la sabana arbolada de mopane del Zambeze y la sabana arbolada de miombo meridional, y al este con el mosaico montano de pradera y selva del Rift meridional y la sabana arbolada de miombo oriental. También contiene en su interior el matorral de Itigi y Sumbu y varios enclaves de la pradera inundada del Zambeze.
El clima es árido, con severas sequías, pero existen en la ecorregión numerosos humedales, que cubren el 30% de su superficie.

## Flora
La vegetación típica de miombo está enriquecida con gran número de árboles siempreverdes.

## Fauna
La fauna es muy diversa, tanto en lo que se refiere a los mamíferos como a las aves y los anfibios, aunque la densidad de grandes animales es baja.

## Endemismos
Sólo dos musarañas son endémicas entre los mamíferos: Crocidura ansellorum y Crocidura zimmeri, así como dos aves: el tejedor de Lufira (Ploceus ruweti) y el astrild de cara negra (Estrilda nigriloris).
Entre la herpetofauna, el número de endemismos es mayor: se conocen 19 especies de reptiles endémicas y 13 de anfibios.

## Estado de conservación
Vulnerable. En las zonas cercanas a lagos o montañas, con elevada densidad de población humana, el ecosistema se encuentra degradado debido a la caza, la agricultura de secano, la deforestación y la minería.

## Protección
Hay en la ecorregión 14 parques nacionales, 13 reservas de caza y numerosas áreas protegidas de otros tipos, como el parque nacional Kasungu, en Malawi.